# Bernard Baars
Pour les articles homonymes, voir Baars (homonymie).
Bernard J. Baars (né en 1946 à Amsterdam) est un ancien chercheur principal en neurobiologie théorique à l'Institut des neurosciences de San Diego, en Californie, et y est actuellement chercheur affilié.

## Biographie
Il est surtout connu comme l'initiateur de la Théorie de l'espace de travail global, une théorie de l'architecture cognitive et de la conscience humaine,. Il est auparavant professeur de psychologie à l'Université d'État de New York à Stony Brook où il mène des recherches sur la causalité des erreurs humaines et le glissement freudien et en tant que membre du corps professoral du Wright Institute.
Baars cofonde l'Association pour l'étude scientifique de la conscience et la revue Academic Press Consciousness and Cognition, qu'il dirige également, avec William P. Banks, pendant "plus de quinze ans".
En plus de la recherche sur la théorie de l'espace de travail global avec le professeur Stan Franklin et d'autres, Baars travaille à réintroduire le sujet du cerveau conscient dans le programme standard des collèges et des écoles supérieures, en écrivant des manuels universitaires et des livres grand public, des enseignements, séminaires avancés et vidéos de cours.